# Грация Деледа
Грация Мария Козима Дамяна Деледа (на италиански: Grazia Maria Cosima Damiana Deledda), известна като Грàция Делèда (на италиански: Grazia Deledda, на сардински: Gràssia или Gràtzia Deledda) е италианска писателка, Нобелова лауреатка за литература през 1926 г. Тя е запомнена като втората жена, след шведката Селма Лагерльоф, получила наградата в тази дисциплина и единствената италианка.
Първия ѝ роман, „Сардинско цвете“, е публикуван през 1892 г. Стилът ѝ е между Веризма и Декадентството.

## Биография и творчество

### Произход и начални години
Деледа е родена в град Нуоро, Сардиния на 28 септември 1871 г. като пето от седемте деца на богато семейство. Въпреки че датата, отчетена в акта в Регистъра за гражданско състояние на Нуоро, е 28 септември, тогава е имало обичай децата да се регистрират няколко дена след раждането. Самата писателка уточнява деня в различни писма, адресирани до тогавашния ѝ приятел Андреа Пирода. В първото от тях, от 10 декември 1892 г., тя пише: „ Рожденият ми ден е на 27 септември: затова се казвам също Козима и Дамяна“. Тя го повтаря отново в друго писмо от 11 май 1893 г.: „Не съм сигурна дали съм на 20 или на 21 години; майка ми също не е сигурна, но е по-вероятно да съм на 21, отколкото на 20. Аз съм стара, нали? Нашата стара слугиня, която попитах за това, казва, че мисли, че съм на 20; това, което добре помни, е, че съм родена една вечер около осем часа, в деня на Свети Козма, тоест на 27 септември. Вече знаех това“.
Баща ѝ Джовани Антонио Деледа, завършил право, не практикува професията. Заможен предприемач и земевладелец, той се занимава с търговия и селско стопанство; интересува се от поезия и пише стихове на сардински; има печатница и печата списание. Той е кмет на Нуоро през 1863 г. Майка ѝ Франческа Камбозу е жена със строг морал; посветена на дома, тя възпитава дъщеря си.
След като учи в основно училище до четвърти клас (според обичаите на времето на момичетата не е позволено образование извън началното), Грация взима частни уроци при Пиетро Ганга, учител по италианска, латинска и гръцка литература, който говори френски, немски, португалски и испански. Той ѝ дава основни уроци по италиански, латински и френски език. Грация има близко приятелство с него, засвидетелствано от страстен обмен на писма. След това тя продължава да се самообразова.
Важно за нейното литературно образование в ранните години на писателската ѝ кариера е приятелството ѝ с писателя, архивист и любител историк Енрико Коста, родом от Сасари, който пръв разбира за нейния талант. Дълго време тя си кореспондира с калабрийския писател Джовани Де Нава, който хвали таланта ѝ. Тези писма се превръщат в любовни писма, в които се разменят сладки стихове. След това, поради липсата на отговори от Джовани дълго време, те спират да си пишат.
Семейството ѝ е сполетяно от редица нещастия: по-големият ѝ брат Сантус напуска училище и става алкохолик, а другият ѝ брат Андреа е задържан за дребни кражби. Баща ѝ умира от инфаркт на 5 ноември 1892 г. и семейството е изправено пред финансови затруднения. Четири години по-късно умира и сестра ѝ Винченца.

#### Младежка литературна дейност
Деледа в желанието си да пише се изправя срещу малкото и затворено общество на Нуоро, където съдбата на жената не бива да излиза от грижата за дома и децата. Тя реагира, като по този начин разкрива като основен герой мъката от епохалната криза на патриархалния свят (селски и пасторален), вече неспособен да сдържа възникващите изисквания на новите поколения. Нуждата да се реализира в открити и обширни социални пространства, прогресивното осъзнаване на собствените си способности и конфронтацията с поведенчески модели, различни от наложените, биха могли да я накарат да приеме други идентичности. Но този риск е далеч от нейните намерения. Младата жена следва примерен път: тя взривява противоречията на едно вече западащо общество, но без да изневерява на дълбокия корен на идентичността, който я отличава от всички останали. Бунтът ѝ се тълкува като „предателство". Вместо това цялата ѝ работа свидетелства за обратното.
През 1887 г. тя изпраща своите разкази Sangue sardo („Сардинска кръв“) и Remigia Helder („Ремиджа Елдер“) в Рим, които са публикувани от издателя Едоардо Перино в списание "L'ultima moda", ръководено от Епаминонда Провальо. Романът ѝ Memorie di Fernanda („Мемоарите на Фернанда“) е публикуван на части в същото списание. През 1890 г., под псевдонима Илия ди Сент Измаел (Ilia di Saint-Ismael), на части в ежедневника на Каляри излиза L'avvenire della Sardegna („Бъдещето на Сардиния“), както и романът ѝ Stella d'Oriente („Ориенталска звезда“) и сборникът с повести Nell'azzurro („В синевата“).
Деледа получава одобрението на писатели като Анджело де Губернатис и Руджеро Бонги, които през 1895 г. пишат предговор към романа ѝ Anime oneste („Честни души“). Тя също така си сътрудничи със сардински и континентални списания, като La Sardegna, Piccola revue и Nuova Antologia. Намесата на Бонги (писател, депутат и министър на общественото образование) е забележителна с това, че въпреки че той смята романа за безполезен, вреден и един от основните инструменти за интелектуалния и моралния упадък, който засяга обществото от онова време, той съзира истинска честност, която го подтиква да заеме благосклонна позиция.
Между 1891 и 1896 г. на части в Списание на италианските народни традиции, редактирано от Анджело де Губернатис, излиза есето ѝ Tradizioni popolari di Nuoro in Sardegna („Народните традиции на Нуоро в Сардиния“). То е въведено с цитат от Лев Толстой, което е първият документиран израз на интереса на писателката към руската литература. Следват романи и разкази на островна тематика. През 1896 г. романът ѝ La via del male („Пътят на злото“) е оценен положително от Луиджи Капуана, който пише и предговор към него. През 1897 г. излиза стихосбирката ѝ Paesaggi sardi („Сардински пейзажи“).

### Зрели години
След като приключва напрегнатата си връзка с началния учител Андреа Пирода, на 22 октомври 1899 г. Деледа се мести в Каляри, на ул. „Сан Лучиферо“ (улицата, където живее Анания, главната героиня на романа ѝ Cenere). В този град писателката се запознава с Палмиро Мадезани – служител на Министерството на финансите. Двамата сключват брак в Нуоро два месеца по-късно, на 11 януари 1900 г. Мадезани е родом от Чиконяра ди Виадана в Провинция Мантуа, където известно време живее и Деледа. След сватбата той напуска работата си като държавен служител, за да работи като неин литературен агент. Двойката се мести в Рим през 1900 г., където води уединен живот. Те имат двама сина – Франц и Сардус.
През 1903 г. романът Elias Portolu („Елиас Портолу“) я утвърждава като писателка и я изстрелва в успешна поредица от романи и пиеси: Cenere („Пепел“, роман от 1904 г.), L'edera („Бръшлянът“, роман от 1908 г.), Sino al confine („До границата“, 1910 г.), Colombi e sparvieri („Гълъби и ястребчета“, 1912 г.)., Canne al vento („Тръстики във вятъра, роман от 1913 г.), L'incendio nell'oliveto („Огънят в маслинова горичка“, 1918 г.),  Il Dio dei venti („Богът на ветровете“, 1922 г.). По романа „Пепел“ е заснет филм с участието на Елеонора Дузе. 
Вероятно романът „Тръстики на вятъра“ е този, който привлича вниманието на Шведската академия, ако е вярно, че първата ѝ номинация за Нобелова награда датира от 1913 г.; един от най-твърдите поддръжници на нейните повторни номинации е Карл Билд, шведският посланик в Рим и член на Академията, но първата ѝ номинация е предложена от Карл Август Хагберг, неин преводач на шведски.
Творчеството ѝ е оценено от Джовани Верга, както и от по-млади писатели като Енрико Товес, Емилио Чеки, Пиетро Панкраци и Антонио Балдини. Тя е призната и уважавана и в чужбина: Дейвид Хърбърт Лорънс написва предговора към английския превод на La madre („Майката“). Деледа е и преводачка: тя превежда на италиански романа „Йожени Гранде“ на Оноре дьо Балзак.
От 1909 г. творбите ѝ са илюстрирани от Джузепе Биази, с когото си кореспондира.
Извън Сардиния писателката се сприятелява и работи с международни личности, и от малък калибър, които често посещават нейната всекидневна.  Тя също е социално чувствителна жена и преподава литература в Убежище „Лацио“ (Asilo Lazio) – организация за социално слаби в Рим.

### Първата жена – кандидатка за депутат
През март 1909 г., когато са представени листите за изборите за XXIII законодателен орган на Кралство Италия, името на Грация Деледа се появява в избирателния район Нуоро на Камарата на Италианската радикална партия. Не само че това е първият път, когато се кандидатира жена, но жените в Италия още не могат да гласуват, въпреки факта че въпросът е обект на все по-оживен обществен дебат. Следователно кандидатурата ѝ е изтълкувана като провокация за избирателно право на жените и срещу „министерския“ кандидат, адвокатът от Орани Антонио Луиджи Аре, и е придружена от полемика в пресата, не само в местната. Във вестник „Трибуна“ Джузепе Пиаца се съмнява, че писателката може да има подходящи качества за ролята, тъй като „ вместо адекватна подготовка да председателства утре някаква бюджетна комисия, тя е прекарала живота си в две неща – писане на романи и раждане на отлични синове... Две неща, от които последното е твърде голямо, за да ѝ даде време и желание да бъде феминистка и „депутатка““.  Вместо това партията ѝ я избира въз основа на определени реквизити, включително добра култура, уважавана социална позиция, трансверсален електорален консенсус и се предполага, че сред поддръжниците ѝ е имало, в допълнение към поета Себастиано Сата, също кръгове в Рим – град, в който Деледа живее вече 9 години. След консултацията тя получава 34 гласа, от които 31 са оспорени; печели адвокат Аре, чийто избор обаче трябва да бъде повторен.

### Нобелова лауреатка
На 10 декември 1927 г. Деледа получава Нобеловата награда за литература за 1926 г. „за силата ѝ на писателка, подкрепена от висок идеал, който изобразява живота в пластични форми, какъвто е на нейния уединен роден остров и който с дълбочина и топлина се отнася към проблеми от общ човешки интерес“. Деледа е първата италианка, спечелила Нобеловата награда.

### Смърт
Тумор, от който тя страда известно време, довежда до смъртта ѝ през 1936 г. Относно деня на смъртта има противоречия: някои източници съобщават за 15 август, а други за 16.
64-годишната писателка е погребана в гробището Верано в Рим, където остава до 1959 г., когато по молба на семейството ѝ е преместена в родния ѝ град Нуоро, в саркофаг от полиран черен гранит в църквичката  „Мадона дела Солитудине“ в подножието на планината Ортобене, която тя толкова възхвалява в едно от последните си произведения. Издигането на гробницата е отговорност на Италианската държава, която специално обнародва Закон n. 2 от 5 януари 1953 г.
Тя оставя незавършена последната си творба – автобиографичната Cosima, quasi Grazia („Козима, почти Грация“), която излиза септември същата година в списанието Nuova Antologia, редактирано от Антонио Балдини, и която след това е публикувана под заглавието Cosima.
Родното ѝ място в историческия център на Нуоро (в квартал „Санту Преду“) се използва като музей.

## Творчество

### Романи
- Memorie di Fernanda , Ed. Perino, публикувано на части в сп. Ultima Moda, 1888.
- Stella d'oriente (като Ilia di Saint-Ismael), Cagliari, Tip. Edit. dell'Avvenire di Sardegna, 1890
- Fior di Sardegna, Roma, Perino, 1891
- Anime oneste. Romanzo famigliare, Milano, Cogliati, 1895
Тъгуващи души, София: Ирис (1992), ISBN 9544550049
- La via del male, Torino, Speirani e Figli, 1896
- Il tesoro, Torino, Speirani e Figli, 1897
- La giustizia, Torino, Speirani e Figli, 1899
- Il vecchio della montagna, Torino, Roux e Viarengo, 1900
- Dopo il divorzio, Torino, Roux e Viarengo, 1902
- Elias Portolu, в "Nuova Antologia", agosto-ottobre 1900; Torino-Roma, Roux e Viarengo, 1903
Елиас Портолу, София: Печатница „Гладстон“ (1929)
- Cenere, Roma, Nuova Antologia, 1904
Пепел, Пловдив: Кастилия (1992)
- Nostalgie, Roma, Nuova Antologia, 1905
- L'edera, в "Nuova Antologia", 1908; Milano, Treves, 1921
- L'ombra del passato, Roma, Nuova Antologia, 1907
- Il nostro padrone, Milano, Treves, 1910
- Sino al confine, Milano, Treves, 1910
- Nel deserto, Milano, Treves, 1911 (вече в "Nuova Antologia", n. 235-236)
- Colombi e sparvieri, Milano, Treves, 1912
- Canne al vento, "L'Illustrazione italiana", 12 gennaio-27 aprile 1913; Milano, Treves, 1913
- Le colpe altrui, Milano, Treves, 1914
- Marianna Sirca, Milano, Treves, 1915
- L'incendio nell'oliveto, Milano, Treves, 1918
- Il segreto dell'uomo solitario, Milano, Treves, 1921
- Il Dio dei viventi, Milano, Treves, 1922
- La danza della collana, Milano, Treves, 1924
- La fuga in Egitto, Milano, Treves, 1925
- Annalena Bilsini, Milano, Treves, 1927
- Il vecchio e i fanciulli, Milano, Treves, 1928
- Il paese del vento, Milano, Treves, 1931
- L'argine, Milano, Treves, 1934
- La chiesa della solitudine, Milano, Treves, 1936
- Cosima, in "Nuova Antologia", 16 септ. и 16 oкт. 1936; Milano, Treves, 1937
- Romanzi, Volume I, ред. Silvia Lutzoni, Prefazione di Massimo Onofri, Il Maestrale, Nuoro, 2010

### Новели
- Nell'azzurro!..., Milano, Trevisini, 1890
- Amore regale, Roma, Perino, 1891
- Amori fatali. La leggenda nera. Il ritratto, Roma, Perino, 1892
- Sulle montagne sarde, Roma, Perino, 1892
- Racconti sardi, Sassari, Dessì, 1894
- L'ospite, Rocca San Casciano, Cappelli, 1898
- Le tentazioni, Milano, Cogliati, 1899
- La regina delle tenebre, Milano, Agnelli, 1902
- I giuochi della vita, Milano, Treves, 1905
- Amori moderni, Roma, Voghera, 1907
- Il nonno, Roma, Ed. Nuova Antologia, 1908
- Chiaroscuro, Milano, Treves, 1912
- Il fanciullo nascosto, Milano, Treves, 1916
- Il ritorno del figlio. La bambina rubata, Milano, Treves, 1919
- La madre, Milano, Treves, 1920
- Cattive compagnie, Milano, Treves, 1921
- Il flauto nel bosco, Milano, Treves, 1923
- Il sigillo d'amore, Milano, Treves, 1926
- La casa del poeta, Milano, Treves, 1930
- La vigna sul mare, Milano, Treves, 1931
- Sole d'estate, Milano, Treves, 1933
- Il cedro del Libano, Milano, Garzanti, 1939
- Tutte le novelle, Volume I, 1890-1915, Prefazione di Marcello Fois, Il Maestrale, Nuoro, 2019
- Tutte le novelle, Volume II, 1919-1939, Prefazione di Rossana Dedola, Il Maestrale, Nuoro, 2019.

### Детска литература
- Giaffàh, Palermo, Sandron, 1899
- I tre talismani, Palermo, Sandron, 1899
- Le disgrazie che può cagionare il denaro, Palermo, Sandron, 1899
- Nostra Signora del Buon Consiglio, Palermo, Sandron, 1899
- Cani, gatti, pulcini ed altri animali. Scene rustiche, Palermo, Sandron, 1926
- Il dono di Natale, Milano, Treves, 1930.

### Лирика
- Paesaggi sardi, Torino, Speirani e Figli, 1897
- Versi e prose giovanili, Milano, Treves, 1938

### Театър
- L'edera. Dramma in tre atti, с Камило Антона-Траверси, Milano, Treves, 1912
- Odio vince, in Il vecchio della montagna, Milano, Treves, 1912
- La Grazia. Dramma pastorale in tre atti, с Claudio Guastalla и Vincenzo Michetti, Milano, Ricordi, 1921
- A sinistra, in La danza della collana, Milano, Treves, 1924

### Други
- Tradizioni popolari di Nuoro in Sardegna, Roma, Forzani e c. tipografi del Senato, 1894.

### Писма
- Lettere di Grazia Deledda a Luigi Falchi, в Luigi Falchi, L'opera di Grazia Deledda, Milano, La Prora, 1937
- Lettere, в Versi e prose giovanili, a cura di Antonio Scano, Milano, Treves, 1938
- Lettere a Pirro Bessi, a cura di Corrado Tumiati, в «Il Ponte», I, 8, 1945
- Lina Gasparini, Lettere di Grazia Deledda a Elda Gianelli, в «Rivista Giuliana di Storia, Politica e Arte», XV, 15, 1945
- Lettera della Deledda, a cura di Attilio Momigliano, в «Il Convegno», I, 7-8, 1946
- Lettere di Grazia Deledda a Marino Moretti (1913-1923), Padova, Rebellato, 1959
- Onoranze a Grazia Deledda, a cura di Mario Ciusa Romagna, Nuoro, s.e., 1959
- Marcello Spaziani, Con Gégé Primoli nella Roma bizantina, Roma, Edizioni di Storia e Letteratura, 1962
- Lettere a Epaminonda Provaglio, в Opere scelte, a cura di Eurialo De Michelis, Milano, Mondadori, 1964
- Grazia Deledda. Premio Nobel per la Letteratura 1926, a cura di Francesco Di Pilla, Milano, Fabbri, 1966
- Lettere inedite, Milano, Fabbri, 1966
- Lina Sacchetti, Grazia Deledda. Ricordi e testimonianze, Milano-Bergamo, Minerva Italica, 1971
- Lettere a «La Riviera Ligure». I. 1900-1905, a cura di Pino Boero, Roma, Edizioni di Storia e Letteratura, 1980
- Gaetano Mariani, Ottocento romantico e verista, Napoli, Giannini, 1972
- Jean Jaques Marchand, Edouard Rod et les écrivains italiens, Genève, Droz, 1980
- Lettere a Giovanni De Nava, a cura di Ludovica De Nava, в «Nuovi Annali della Facoltà di Magistero dell'Università di Messina», II, 1984
- Lettere a «La Riviera Ligure». II. 1906-1909, a cura di Pino Boero, Torino, Meynier, 1986
- Nicola Tanda, Dal «mito dell'isola» all'«isola del mito». Deledda e dintorni, Roma, Bulzoni, 1992
- Antonia Mazza, Grazia Deledda a Paolo Arcari (dall'archivio epistolare Arcari di Tirano), in «Rivista di Letteratura italiana», XIV, 1-3, 1996
- Carole G. Gallucci, I dream for perfection': Grazia Deledda to Adolfo Orvieto (1904), в «The Italianist», XXI-II, 21-22, 2001-2002
- Neria De Giovanni, Lettere inedite di Grazia Deledda a Arturo Giordano,  direttore della «Rivista letteraria», Alghero, Nemapress, 2004
- Lettere ad Angelo De Gubernatis (1892-1909), a cura di Roberta Masini, Cagliari, Centro di Studi Filologici Sardi-cuec, 2007
- Amore lontano. Lettere al gigante biondo (1891-1909), a cura di Anna Folli, Milano, Feltrinelli, 2010
- Lettere a Giovanni De Nava, a cura di Ludovica De Nava, в La quercia e la rosa. Con lettere autografe, Nuoro, Il Maestrale, 2015
- Grazia Deledda a Georges Hérelle. 1901-1927, a cura di Maddalena Rasera, в Grazia Deledda e Georges Hérelle: una storia editoriale italo francese, Roma, UniversItalia, 2016
- Grazia Deledda e il «Corriere della Sera». Elzeviri e lettere a Luigi Albertini e ad altri protagonisti della Terza Pagina, a cura di Giambernardo Piroddi, Cagliari, Edes, 2016